# Giorgio Masè
Giorgio Masè (Mantova, 9 settembre 1903 – Peschiera del Garda, 23 marzo 1981) è stato un calciatore italiano, di ruolo attaccante.

## Carriera
Con il Mantova disputa 26 gare nei campionati di Prima Divisione 1922-1923, Prima Divisione 1924-1925 e Prima Divisione 1925-1926. 
È stato spesso schierato in campo all'ala sinistra.